# Església de fusta de Fåvang
L'església de fusta de Fåvang és un temple luterà a municipi de Ringebu al comtat d'Oppland a Noruega. Encara que és considerada popularment com una stavkirke, no ho és en sentit estricte, tot i que conté algunes parts construïdes en la tècnica d'aquesta mena d'esglésies.
Al contrari de les stavkirke, originals de l'edat mitjana, l'església de Fåvang va ser construïda després de la reforma protestant, entre 1627 i 1630. Es va construir sobretot amb material recuperat de restes d'antigues stavkirke demolides a la vall de Gudbransdal, i potser es va aixecar en l'emplaçament d'una stavkirke anterior. Les parts més antigues són fetes de fusta tallada entre 1150 i 1250.
El constructor podria haver estat el conegut Werner Olsen Skurdal, qui va treballar en la remodelació de l'església de Vågå entre 1625 i 1627, i que va realitzar importants obres de restauració en les stavkirke de Ringebu i de Lom.
Encara que l'aspecte s'inspirava en les stavkirke, en la seva història va passar per diverses remodelacions que van alterar-ne l'aspecte significativament, com l'expansió de la planta en forma de creu grega. Amb aquestes característiques alienes a les stavkirke, a més de la data de construcció, n'hi ha prou perquè els experts no la incloguin dins de les 28 stavkirke noruegues  autèntiques.